# Campeonato Mongol de Patinação Artística no Gelo
O Campeonato Mongol de Patinação Artística no Gelo é uma competição nacional anual de patinação artística no gelo da Mongólia.
A competição determina os campeões nacionais e os representantes da Mongólia em competições internacionais como Campeonato Mundial, Campeonato Mundial Júnior, Campeonato dos Quatro Continentes e os Jogos Olímpicos de Inverno.

## Edições
| Ano (Edição) | Cidade sede          | Sênior               | Sênior               | Ref                  |
| Ano (Edição) | Cidade sede          | M                    | F                    | Ref                  |
| ------------ | -------------------- | -------------------- | -------------------- | -------------------- |
| 2008         |                      | –                    | •                    | [ 1 ]                |
| 2009         |                      | –                    | •                    | [ 2 ]                |
| 2010         |                      | •                    | •                    | [ 3 ]                |
| 2011         | Não houve competição | Não houve competição | Não houve competição | Não houve competição |
| 2012         |                      | •                    | •                    | [ 4 ]                |
| 2013         |                      | –                    | •                    | [ 5 ]                |

## Lista de medalhistas

### Individual masculino
| Evento          | Ouro                                      | Prata                                     | Bronze                                    |
| 2010 (detalhes) | Ochirbat Nyamsamuu                        | Batsukh Bayarkhuu                         | Munkh-Erdene Shinetur                     |
| 2011            | Não houve competição                      | Não houve competição                      | Não houve competição                      |
| 2012 (detalhes) | Batsukh Bayarkhuu                         | Sukhbold Batochir                         | Ganbold Ayush                             |
| 2013            | Não houve disputa do individual masculino | Não houve disputa do individual masculino | Não houve disputa do individual masculino |

### Individual feminino
| Evento          | Ouro                 | Prata                     | Bronze                    |
| 2008 (detalhes) | Chinbat Naranchagaa  | nenhuma outra competidora | nenhuma outra competidora |
| 2009 (detalhes) | Chinbat Naranchagaa  | nenhuma outra competidora | nenhuma outra competidora |
| 2010 (detalhes) | Batsukh Namuujin     | Erdenetuya Oyunchuluu     | nenhuma outra competidora |
| 2011            | Não houve competição | Não houve competição      | Não houve competição      |
| 2012 (detalhes) | Namuujin Batsukh     | Umjirgarav Tumursukh      | Saranchimeg Battulga      |
| 2013 (detalhes) | Maral-Erdene Gansukh | nenhuma outra competidora | nenhuma outra competidora |